# 松州街道
松州街道，是中华人民共和国内蒙古自治区赤峰市松山区下辖的一个乡镇级行政单位。

## 行政区划
松州街道下辖以下地区：
英金社区、锡泊社区、赤勘社区、松州社区、兴华社区、友谊社区和松秀园社区。